# Sonkajärvi
Sonkajärvi est une municipalité du centre-est de la Finlande, dans la région de Savonie du Nord.

## Géographie
Sonkajärvi a une superficie est de 1 576,82 km2, dont 110,86 km2 d'eau.
La municipalité est entourée, dans le sens des aiguilles d'une montre, par les communes de : Iisalmi (à l'ouest), Vieremä, Vuolijoki (Kainuu), Kajaani (Kainuu), Sotkamo (Kainuu), Rautavaara (à l'est) et Varpaisjärvi, Lapinlahti.

## Démographie
Depuis 1980, l'évolution démographique de Sonkajärvi est la suivante, :
| Année      | 1980  | 1985  | 1990  | 1995  | 2000  | 2005  |
| ---------- | ----- | ----- | ----- | ----- | ----- | ----- |
| population | 6 716 | 6 445 | 6 030 | 5 671 | 5 272 | 4 951 |

| Année      | 2010  | 2015  | 2020  |
| ---------- | ----- | ----- | ----- |
| population | 4 671 | 4 278 | 3 895 |

## Transports
Sonkajärvi est traversée par la route nationale 5 et par la route principale 87.
Sonkajärvi dispose d'une gare ferroviaire sur la ligne de chemin de fer Iisalmi–Kontiomäki.
Il existe un aéroport (Sonkajärvi-Jyrkkä, ICAO: EFSJ) actuellement désaffecté.
Sonkajärvi est traversée par la voie navigable de Nilsiä.

## Administration

### Conseil municipal
Les 21 conseillers municipaux sont répartis comme suit:
| Parti     | Parti                              | Sièges 2021–2025 |
| --------- | ---------------------------------- | ---------------- |
|           | Parti social-démocrate de Finlande | 3                |
|           | Vrais Finlandais                   | 5                |
|           | Parti de la Coalition nationale    | 1                |
|           | Parti du centre                    | 10               |
|           | Alliance de gauche                 | 1                |
|           | Chrétiens-démocrates               | 1                |
| Sources : |                                    |                  |

## Lieux et monuments
- Église de Sonkajärvi
- Prison de Sukeva
- Forge de Jyrkkäkoski
- Musée de Sonkajärvi
- Musée international de la bouteille
- Pont-musée de Sukeva
- Gare de Sukeva
- Réserve naturelle de Talaskangas
- Chapelle orthodoxe de Sonkajärvi
- Chapelle orthodoxe Sukeva

## Événement
La commune est surtout connue pour le championnat du monde du porter d'épouse (Eukonkanto) qui s'y déroule chaque année depuis 1992 ; cette course a pour origine un célibataire ayant ramené une femme du village voisin sur son dos. La dizaine de couples qui s'affronte doit parcourir 253.5 mètres d'un chemin parsemé d'obstacles. Cette compétition est dominée depuis plusieurs années par des équipes estoniennes, tels Margo Uusorg et Egle Soll qui ont gagné l'édition 2005. Le prix pour le vainqueur est l'équivalent en bière du poids de la femme portée et un téléphone Nokia.

## Personnalités de Sonkajärvi
- Ismo Eskelinen, musicien
- Kalevi Eskelinen, coureur cycliste
- Antti Holma, acteur
- Tuukka Huttunen, acteur
- Mirkka Kallio, réalisatrice
- Timo Kämäräinen, musicien
- Ilkka Pikkarainen, joueur de hockey
- Paavo Ruotsalainen, écrivain
- Olavi Rytkönen, éditeur
- Päivi Räsänen, femme politique
- Tahvo Rönkkö, homme politique
- Jussi Vatanen, acteur
- Juha Virtanen, joueur de hockey
- Ville Väisänen, soldat

## Galerie

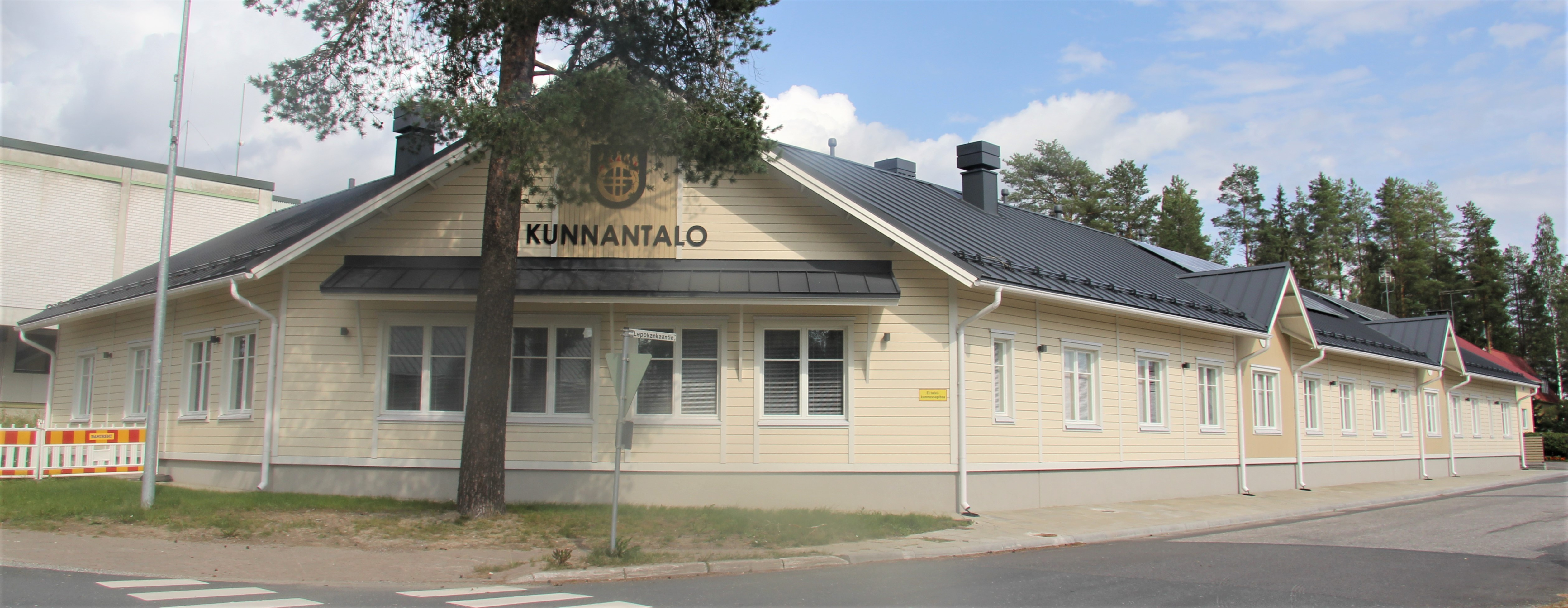
Mairie de Sonkajärvi.
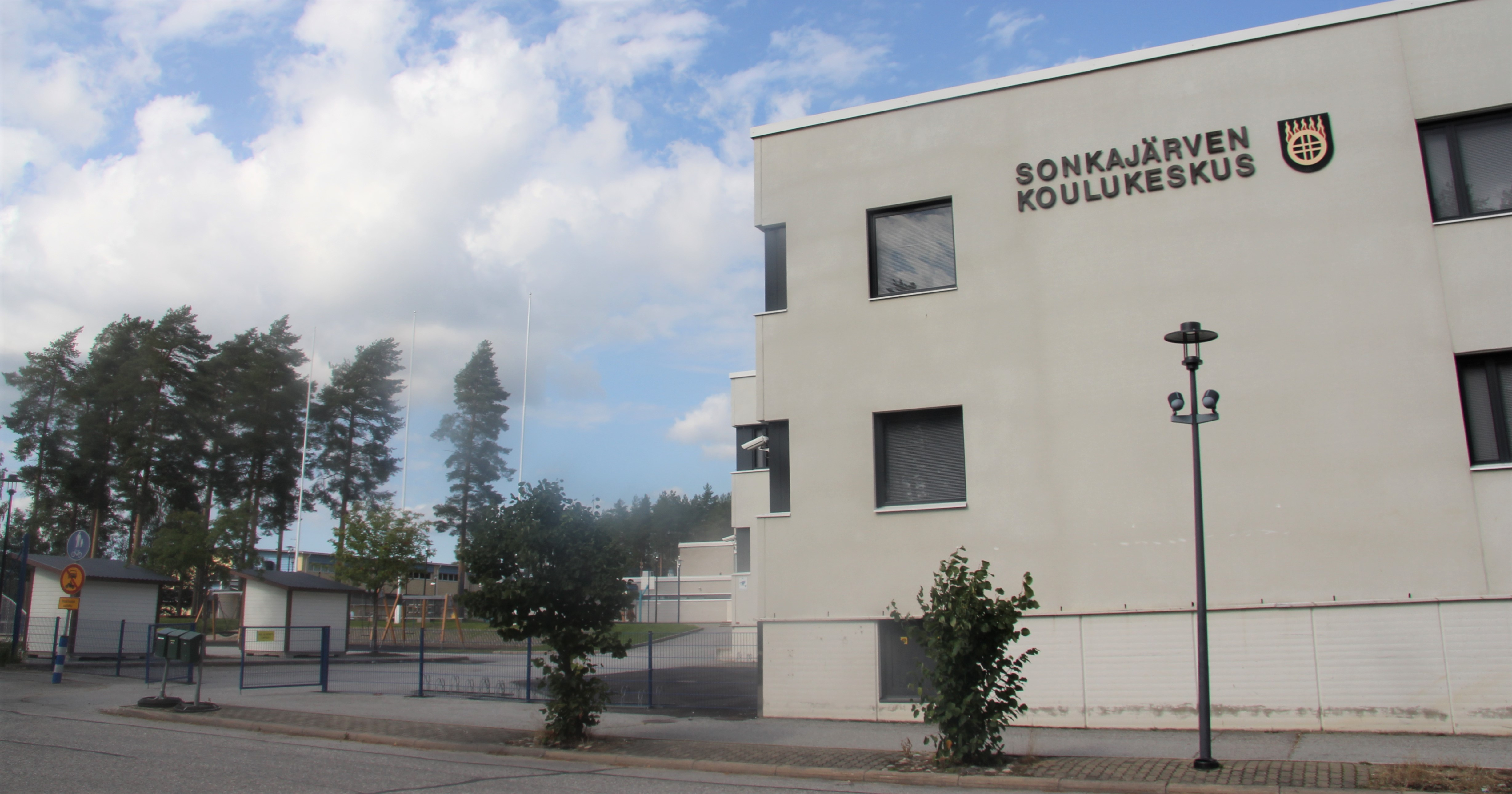
Groupe scolaire de Sonkajärvi.

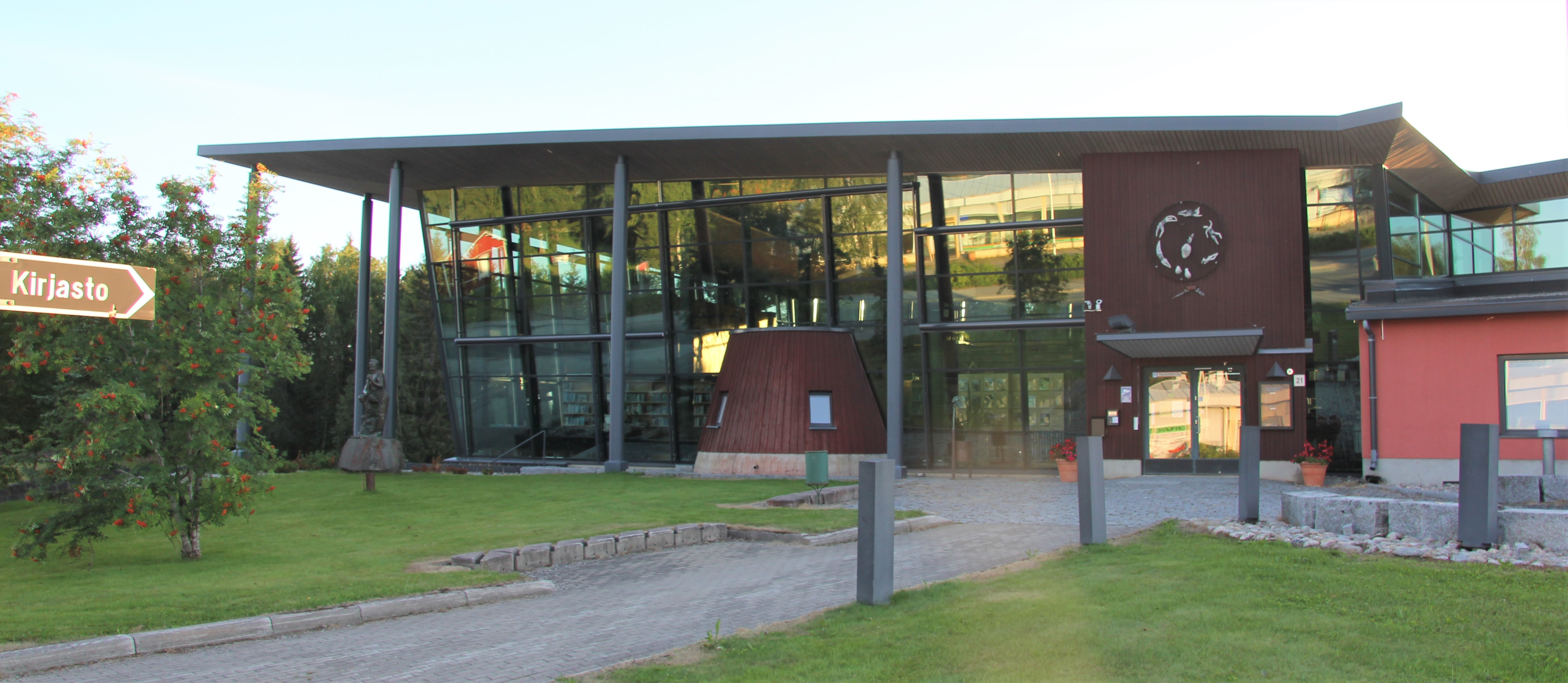
Bibliothèque municipale.
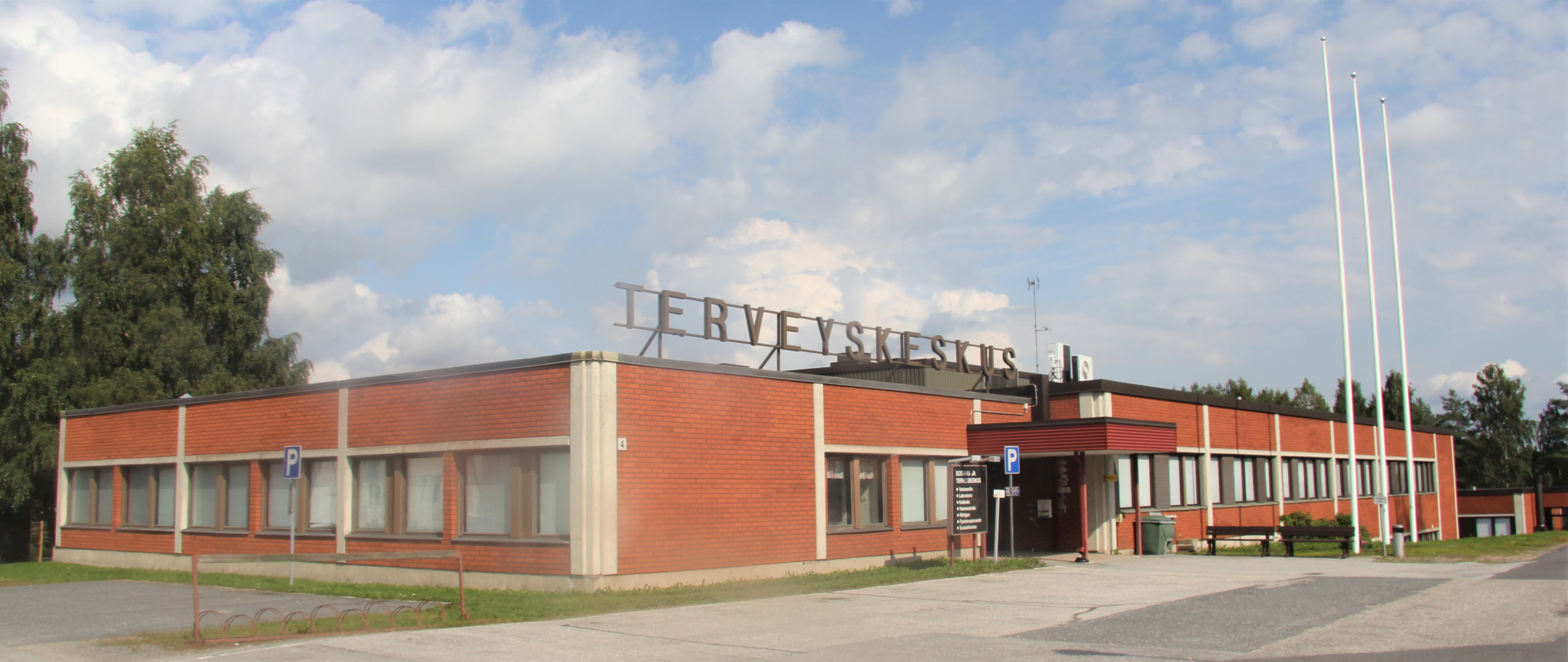
Centre médical..

## Sources et liens
- (en) Article sur le site scandinavica.com
- (fi) Site de la ville de Sonkajärvi
- (fi) Caméra